# Véronique Desailly
Véronique Desailly, née le 26 mai 1974, est une joueuse française de handball.

## Palmarès

### En club
compétitions nationales
- championne de France en 1993, 1994, 1995, 1996 et 1997 (avec ASPTT Metz)